# Єсен
Є́сен (болг. Есен) — село в Бургаській області Болгарії. Входить до складу общини Сунгурларе.

## Населення
За даними перепису населення 2011 року у селі проживали 77 осіб.
Національний склад населення села:
| Національність   | Кількість осіб | Відсоток |
| ---------------- | -------------- | -------- |
| болгари          | 72             | 93,5%    |
| турки            | 5              | 6,5%     |
| цигани           | 0              | 0%       |
| інша             | 0              | 0%       |
| не визначились   | 0              | 0%       |
| Всього відповіли | 77             |          |

Розподіл населення за віком у 2011 році:
Динаміка населення: